# Nationalsozialer Verein
Der Nationalsoziale Verein (NSV) war eine politische Partei im Deutschen Kaiserreich. Er wurde 1896 von Friedrich Naumann gegründet und verband nationalistische, sozialreformerische und liberale Ziele. Nach der Reichstagswahl von 1903 löste er sich auf.

## Geschichte
Der evangelische Pfarrer Friedrich Naumann war politisch zunächst ein Anhänger der christlich-sozialen Bewegung um den Hofprediger Adolf Stoecker, wenngleich er nie dessen konservativ-antisemitischen Christlich-sozialen Partei angehörte. Nach der Lossagung von Stoecker gründete Naumann, auch unter dem Einfluss der politischen Theorien Max Webers, 1896 den Nationalsozialen Verein. Ein Kernziel der neuen Partei war es, die Arbeiter durch politische und soziale Reformen an den bestehenden Staat heranzuführen. Dazu gehörte die Forderung nach einer Demokratisierung des politischen Systems und nach einem „sozialen Kaisertum“. Eine wichtige Rolle spielte dabei auch eine Art gemäßigter Imperialismus. Die gesellschaftliche Spaltung entlang der Klassenlinien sollte überwunden werden, um die Voraussetzung für eine weitere „wirtschaftliche und politische Machtentfaltung der deutschen Nation nach außen“ zu schaffen. Bekannt wurde die von Naumann ausgegebene Parole „Von Bassermann bis Bebel“. Damit war gemeint, dass es für eine grundlegende politische Reform im Sinne einer Demokratisierung des konstitutionellen Systems notwendig sei, ein Bündnis aller progressiven Kräfte von den Sozialdemokraten über die Linksliberalen bis hin zu den Nationalliberalen zustande zu bringen. Diese Forderung wurde zwar viel diskutiert, jedoch ohne auf Reichsebene auch nur ansatzweise verwirklicht zu werden. Innerhalb des Nationalsozialen Vereins plädierte der linke Flügel um Pfarrer Paul Göhre noch stärker für eine Zusammenarbeit mit den sozialdemokratischen Revisionisten um Eduard Bernstein. Wirklich erfolgreich war dieser damit nicht und trat bereits 1898 der SPD bei.
Auf dieser ideologischen Grundlage entstand eine Reihe von Ortsgruppen des Vereins. Aber Naumann gelang es nicht, eine wirkliche Massenbasis zu gewinnen. Anhänger fand der Verein vor allem unter höher gebildeten Jugendlichen. Neben Naumann spielten der Jurist Rudolph Sohm, der Neutestamentler Caspar René Gregory, der Journalist Hellmut von Gerlach und der Bodenreformer Adolf Damaschke im Nationalsozialen Verein eine Rolle.
Eine Hochburg der Partei wurde die Grafschaft Bentheim mit der emsländischen Stadt Lingen (Ems), wo neben dem Mittelstand vor allem Arbeiter der Partei angehörten. Dazu wurden von Hellmut von Gerlach und dessen Adlatus Georg Schümer mitgliederstarke Arbeitervereine in Schüttorf, Nordhorn, Gildehaus und Lingen geschaffen. Aus deren Reihen kamen die einzigen Arbeitervertreter auf den nationalsozialen Parteitagen. Der Kampf des Nationalsozialen Vereins in der Region richtete sich vor allem gegen den freikonservativen Landrat und die nationalliberalen Textilfabrikanten. Jene verhinderten 1898 bei der Wahl zum Preußischen Abgeordnetenhaus durch ein sensationelles Votum für den Zentrumsmann August Degen, dass Hellmut von Gerlach den Wahlkreis Lingen-Bentheim mit Unterstützung des Zentrums vertreten konnte. Bislang war von ihnen der Zentrumskandidat wie auch dessen Verbündeter mit allen Mitteln – auch illegaler Art – bekämpft worden. Den Druck der Fabrikanten bekamen hier auch die Nationalsozialen heftig zu spüren, doch wehrten sie sich mit Hilfe der angekauften Schüttorfer Zeitung.
Bei der Reichstagswahl von 1898 blieb der Verein ohne Mandat. Bei der nächsten 1903 mit großen Hoffnungen gestartet, konnte lediglich Hellmut von Gerlach im hessischen Wahlkreis Frankenberg mit Unterstützung der Zentrumspartei einen Sitz erlangen. Die Niederlage von 1903 führte zur Auflösung des Vereins. Die Mehrheit der Mitglieder, wie auch das Reichstagsmitglied von Gerlach, trat daraufhin der wirtschaftsliberalen Freisinnigen Vereinigung bei. Lediglich im Großherzogtum Baden bestanden die Nationalsozialen bis zur Vereinigung der linksliberalen Parteien zur Fortschrittlichen Volkspartei 1910 als eigenständige Organisation weiter.
Ursprünglich sollte Naumanns Parteigründung unter dem Namen „Nationalsozialistischer Verein“ firmieren. Der NSV wird üblicherweise dem liberalen Spektrum zugeordnet und keineswegs als Vorläufer des späteren Nationalsozialismus betrachtet. Für Götz Aly hingegen war Naumann zwar kein Vordenker von Hitlers Antisemitismus, aber sein „nationaler Sozialismus“ mit seiner „nationalistischen Macht- und Volkswohlpolitik“ habe den Liberalismus „zur Unkenntlichkeit“ entstellt und „soziale, nationale und imperiale Gedanken zu einer geschlossenen Geistesströmung“ vermengt, die sich letztendlich mit der Ideologie der NSDAP vermischen konnte.